# Nagusta goedelii

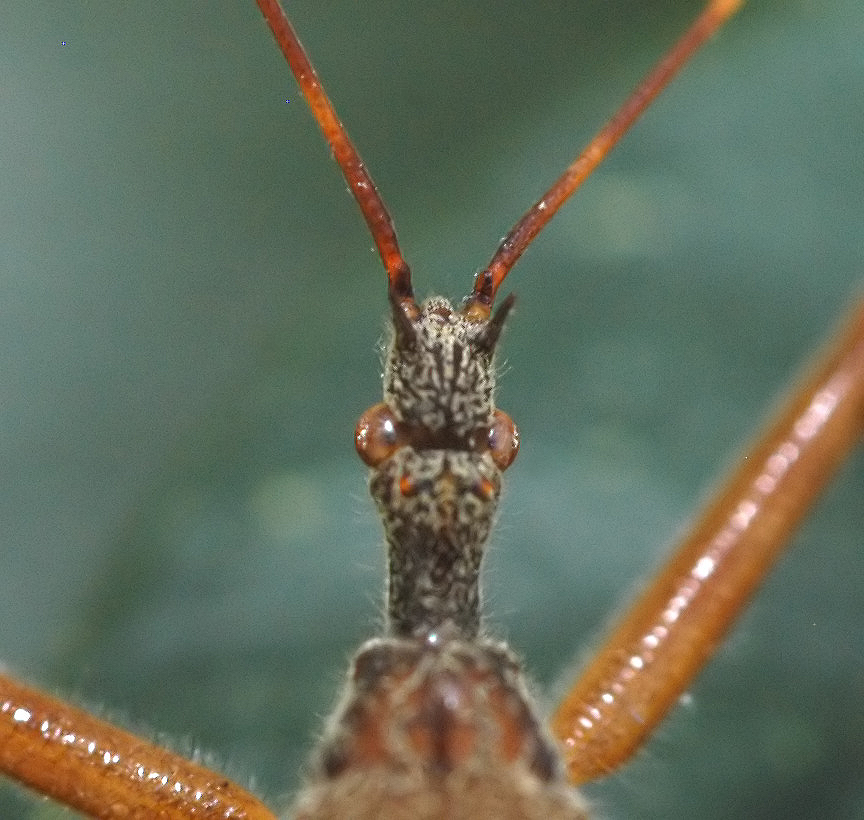
Kopf der Wanze

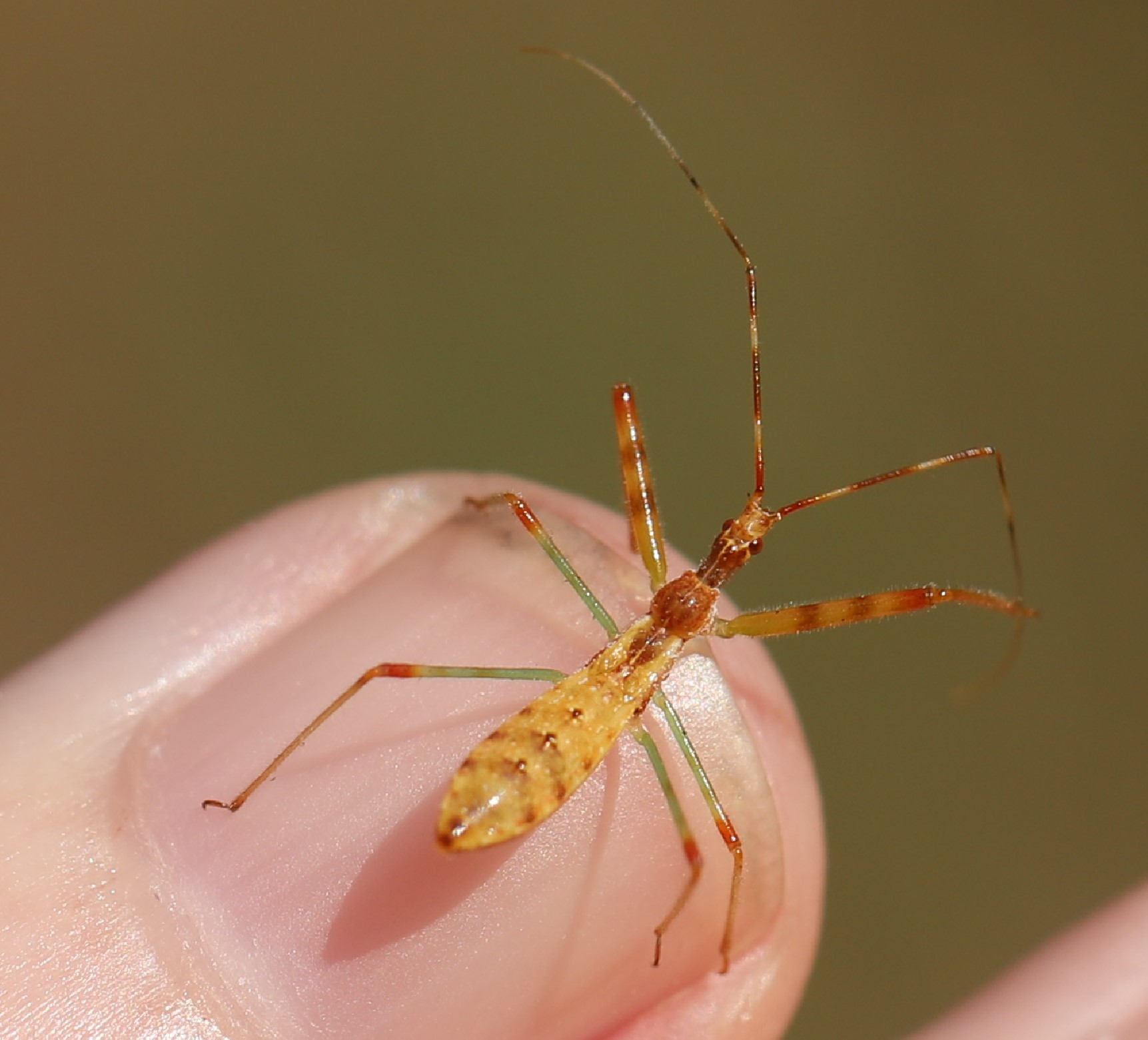
Nymphe im Juli 2023 in der Schwetzinger Hardt

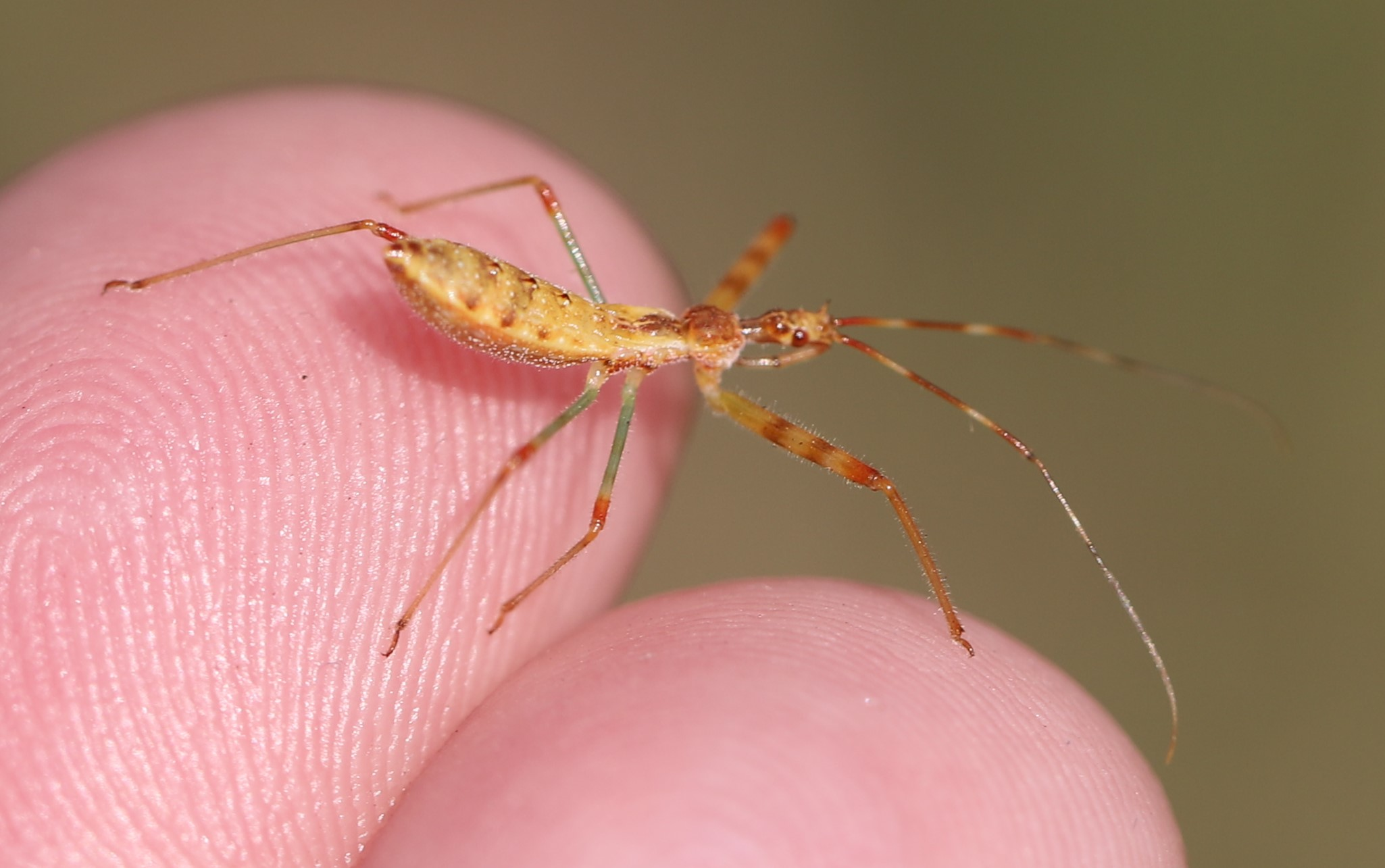
Nymphe, Seitenansicht

Nagusta goedelii, auch Goedels Raubwanze genannt, ist eine in Mitteleuropa ursprünglich seltene Wanzenart aus der Familie der Raubwanzen (Reduviidae), die jedoch in letzter Zeit immer häufiger entlang dem Oberrhein und an anderen Stellen im Südwesten Deutschlands beobachtet wird.

## Verbreitung und Lebensräume
Das Insekt ist in Innerasien, Kleinasien, dem Nahen Osten und in Südeuropa verbreitet. Die Tiere erschließen offenbar immer nördlichere Gebiete. Das Verbreitungsgebiet reichte in der Vergangenheit in Mitteleuropa bis nach Österreich mit ersten Sichtungen im Raum Wien. Mittlerweile breitet sich die Art entlang dem Oberrhein nach Norden aus. Beobachtungen reichen bis in den Rhein-Main-Raum. In warmen, sonnigen Regionen leben die Tiere auf Laubbäumen, vor allem auf Eichen (Quercus), seltener auf Sträuchern.

## Merkmale und Lebensweise
Nagusta goedelii erreicht Körperlängen zwischen 12,5 und 16,2 Millimetern. Der schlanke Körper ist gelb bis zimtbraun gefärbt und fein und hell behaart. Der Halsschild (Pronotum) ist sechseckig. Kennzeichnendes Merkmal dieser Wanze sind hornartige Dornen hinter den Fühlerhöckern. Das erste Fühlerglied ist länger als das zweite.
Diese Wanze ernährt sich ausschließlich räuberisch von anderen Insekten und möglicherweise Spinnentieren. Paarung und Eiablage erfolgen im Frühjahr. Die Larven erreichen im August und September das Erwachsenenstadium. Die Imagines überwintern beispielsweise unter loser Borke. Auf der Suche nach Überwinterungsquartieren können die Tiere auch in Wohnhäuser eindringen.